# Brachistini
De Brachistini zijn een geslachtengroep van vliesvleugeligen uit de familie schildwespen (Braconidae).

## Geslachten
Deze lijst is mogelijk niet compleet.
- Eubazus (Nees von Esenbeck, 1814)